# Никерсон, Денайс
Дена́йс Ни́керсон (англ. Denise Nickerson; 1 апреля 1957, Нью-Йорк, Нью-Йорк — 10 июля 2019, Орора) — американская актриса театра, кино и телевидения, начавшая сниматься в возрасте 8 лет; менее известна как певица. Наиболее запомнилась зрителю исполнением роли Виолетты Бьюргард в фильме «Вилли Вонка и шоколадная фабрика» (1971), а также длительным исполнением ролей в мыльной опере «Мрачные тени» (71 эпизод за два года) и детском образовательном сериале «Электрическая компания» (130 эпизодов за один год).

## Биография
Денайс Мари Никерсон родилась 1 апреля 1957 года в Нью-Йорке. Отец — Фред Никерсон, почтальон; мать — Флоренс Бикфорд, клерк-делопроизводитель; старшая сестра — Кэрол. Вскоре после рождения Денайс семья переехала в Майами (Флорида), где девочка с двухлетнего возраста начала сниматься в местной телерекламе.

### Театр
С четырёх лет Денайс начала участвовать в показе мод, где её заметил известный бродвейский продюсер Зев Буффман, который предложил родителям девочки отдать её на обучение в театральную школу Neighborhood Playhouse School of the Theatre. С 1962 по 1966 год Никерсон играла в постановке «Питер и Венди» (роль — дочь Венди) в театре «Кокосовая роща». После этого родители отправили обеих дочерей обратно в Нью-Йорк, где купили им квартиру-студию в престижном районе Лексингтон-авеню, а сами (вместе с сыном Кэрол) уехали жить в Массачусетс.
В 1967 и 1969 годах Никерсон сыграла в двух бродвейских постановках:
- «Шерри![англ.]» (массовка, театр «Нил Саймон», с 28 марта по 27 мая 1967 года)
- «Наш городок» (Ребекка Гиббс, театр «Август Уилсон», с 27 ноября по 27 декабря 1969 года)

В 1971 году 14-летняя Никерсон в театрах Бостона играла нимфетку Лолиту в мюзикле «Лолита, моя любовь», однако он не достиг заметного интереса зрителей, и потому был закрыт, фактически уже «по пути на Бродвей».

### Кино и телевидение
В 1965 году 8-летняя Никерсон впервые снялась в телесериале, исполнив небольшую роль в одном эпизоде популярного сериала «Флиппер». После этого последовал трёхлетний перерыв, а затем девочка прошла кастинг на роль (точнее, она сыграла трёх разных персонажей) в успешном сериале «Мрачные тени», в нём она работала два года, появившись в 71 эпизоде.
В 1971 году состоялся дебют девочки в кинофильме — она исполнила достаточно яркую роль в известном фильме «Вилли Вонка и шоколадная фабрика». После этого она стала достаточно востребованной актрисой-ребёнком, но «звездой» не стала: в 1978 году 21-летняя актриса окончила свою карьеру в кино и на телевидении и стала работать на ресепшене, была офис-менеджером. Всего за 13 лет карьеры (1965—1978) Никерсон снялась в 8 телесериалах, 4 телефильмах и 4 кинофильмах.
В 1972 году Никерсон проходила пробы на роль одержимой девочки Риган МакНил в фильме (впоследствии ставшим культовым) «Изгоняющий дьявола», но проиграла Линде Блэр. Эта роль принесла Блэр номинацию на премию «Оскар» за «Лучшую женскую роль второго плана» и премию «Золотой глобус» в категории «Лучшая женская роль второго плана в кинофильме».
В 1976 году Никерсон сбила машина, она 8 месяцев проходила в гипсе на всю ногу, поэтому на это время о съёмках ей пришлось забыть.
В 1996—2012 годах Никерсон снялась в роли самой себя в нескольких документальных фильмах и сериалах, рассказывающих в основном о картине «Вилли Вонка и шоколадная фабрика» 1971 года.

### После окончания карьеры актрисы
Окончив в 1978 году карьеру актрисы, Никерсон поступила в школу медсестёр, затем стала работать на ресепшене, была офис-менеджером в медицинской клинике.
В 1996—2012 годах Никерсон снялась в роли самой себя в нескольких документальных фильмах, сериалах и телепередачах, в основном рассказывающих о картине «Вилли Вонка и шоколадная фабрика».
В июне 2018 года Никерсон перенесла тяжелый инсульт и была госпитализирована в отделение интенсивной терапии, всего она провела в больнице два месяца.
8 июля 2019 года Никерсон приняла слишком большую дозу лекарств, прописанных ей врачом, пока её сына и невестки не было дома; вернувшийся сын отвез её в больницу с респираторным расстройством. Она была помещена в реанимацию, где у неё развилась пневмония. На следующий день у неё случился сильный припадок, и актриса впала в кому. Поскольку в завещании женщины был указан пункт «не проводить ей реанимацию», 10 июля её семья дала врачам согласие отключить её от аппарата жизнеобеспечения. Через несколько часов Никерсон скончалась, в эпикризе причиной смерти указана пневмония; женщине было 62 года.
Последние годы Никерсон жила в городе Орора (штат Колорадо) в одном доме с сыном и его женой.

### Личная жизнь
Никерсон была замужем дважды, ни один из её мужей не был связан ни с кинематографом, ни с телевидением.
- Рик Келлер, бывший морской пехотинец[5]. Брак заключён в 1981 году, 18 августа 1983 года 25-летний мужчина умер от аневризмы сосудов головного мозга[5].
- Дон Марк Уиллард-младший. Брак заключён в 1995 году, в 1998 году последовал развод. От брака остался сын, которого назвали Джош[15].

## Фильмография

### Широкий экран
- 1971 — Вилли Вонка и шоколадная фабрика / Willy Wonka & the Chocolate Factory — Виолетта Бьюргард[21]
- 1975 — Улыбка / Smile — Ширли, «Юная мисс Америка»
- 1978 — От нуля до шестидесяти[англ.] / Zero to Sixty — «Ларри» Уайлд

### Телевидение
- 1965 — Флиппер / Flipper — Тина (в эпизоде Bud Minds Baby[англ.])
- 1968—1970 — Мрачные тени / Dark Shadows — Эми Коллинз • Эми Дженнингс • Нора Коллинз (в 71 эпизоде)[5]
- 1971 — Неоновый потолок[англ.] / The Neon Ceiling — Пола Миллер
- 1971—1972 — В поисках завтрашнего дня / Search for Tomorrow — Лайза Уолтон № 1 (в двух эпизодах)
- 1972 — Оуэн Маршалл, советник адвокатов[англ.] / Owen Marshall, Counselor at Law — Эрдис Карпентер (в эпизоде Words of Summer)
- 1972—1973 — Электрическая компания[англ.] / The Electric Company — Эллисон, певица группы Short Circus (в 130 эпизодах)
- 1973 — Человек, который умел разговаривать с детьми[англ.] / The Man Who Could Talk to Kids — Дена Пингиторе
- 1974 — Семейка Брейди / The Brady Bunch — Памела Филлипс (в эпизоде Two Petes in a Pod[англ.])
- 1974 — Если я люблю тебя, неужели я в ловушке навсегда? / If I Love You, Am I Trapped Forever? — Софи Пеннингтон
- 1976 — Тёмная сторона невинности / The Dark Side of Innocence — Габриэла Хэнкок
- 1976 — Берт Д’Анджело, суперзвезда / Bert D'Angelo/Superstar — Дебби (в эпизоде What Kind of Cop Are You?)
- 1978 — Диснейленд[англ.] / Disneyland — Конни Сью Армсуэрт (в эпизоде Child of Glass)

### В роли самой себя
- 1996 — Дань уважения 30-летию «Мрачных теней» / Dark Shadows 30th Anniversary Tribute
- 2001 — Чистое воображение: История фильма «Вилли Вонка и шоколадная фабрика» / Pure Imagination: The Story of «Willy Wonka and the Chocolate Factory»
- 2011 — Шеф-повар: Только десерты[англ.] / Top Chef: Just Desserts — в выпуске Pure Imagination